# Homofonia
Homofonía fue el primer programa de entrevistas de televisión de interés gay en Polonia en 2006-2008 en la red iTV. Estaba dedicado íntegramente a la comunidad gay. Los temas del programa iban desde "¿Está bien ser gay?" al "Arte Gay". El programa fue algo controvertido, incluso antes de que saliera al aire el primer episodio. Los invitados más destacados incluyeron a Maciej Nowak y Krystian Legierski.